# メチルホスホン酸ジクロリド
メチルホスホニックジクロライド (Methylphosphonic dichloride) は有機リン化合物の一種。化学兵器禁止条約により化学兵器の前駆体に指定されている。白色結晶性固体で、融点が低く容易に液体になるので取り扱いが難しく有毒である。 

## 合成と反応
塩化スルフリル等を用いてメチルジクロロホスフィンを酸化することで生産される。
MePCl2  +  SO2Cl2  →   MeP(O)Cl2  +  SOCl2
メチルホスホン酸ジメチル等の種々のメチルホスホン酸を塩化チオニルで塩素化することでも生産が可能で、この反応の触媒には様々なアミンを用いることができる。フッ化水素やフッ化ナトリウムと反応するとメチルホスホニルジフルオリドが生成し、これはサリンやソマンなどの神経剤の生産に用いられる。